# Rio Jacuí Mirim
Rio Jacuí Mirim är ett vattendrag i Brasilien.   Det ligger i delstaten Rio Grande do Sul, i den södra delen av landet, 1 500 km söder om huvudstaden Brasília.
Omgivningen kring Rio Jacuí Mirim består till största delen av jordbruksmark. Området är  glesbefolkat, med 8 invånare per kvadratkilometer.